# Andrej Studenič
Andrej Studenič (ur. 18 czerwca 1977 roku w Bratysławie) – słowacki kierowca wyścigowy.

## Kariera
Studenič rozpoczął karierę w wyścigach samochodowych w 1996 roku od startów w Czech Republic Touring Car Championship, gdzie dwukrotnie stawał na podium. Z dorobkiem 43 punktów uplasował się tam na szóstej pozycji w klasyfikacji generalnej. W późniejszych latach Słowak pojawiał się także w stawce Central European Zone Supertouring Championship, German Supertouring Championship, European Super Touring Cup, V8Star Germany, FIA GT Championship, Porsche Supercup, Toyo Tires 24H Series oraz Superstars GT Sprint.